# 元龙寺乡
元龙寺乡是中国陕西省延安市宝塔区下辖的一个乡。

## 行政区划
元龙寺乡下辖以下行政区：
元龙寺村、前南屯村、后南屯村、黄屯村、杨家沟村、寨子沟村、陈屯村、安屯村、岳家塔村、兴旺台村、新丰村、蒲屯村、武家塔村、高山村、桃屯村、张屯村、下李家沟村、郝家河村、槐树圪台村、寨子河村、黄家河村、雷家沟村、尹屯村、豌豆沟村、前套沟村、后套沟村、石牛河村、胡家河村、沙山沟村、散岔村、张家沟村、大山圪瘩村、孙家河村、孙家坡村、刘家沟村、上李家沟村